# Dichogamini
De Dichogamini zijn een geslachtengroep van vlinders uit de familie grasmotten (Crambidae).

## Geslachten
- Alatuncusia
- Alatuncusiodes
- Dichogama
- Eustixia
- Lativalva